# Prix Félix Houphouët-Boigny pour la recherche de la paix

Le prix Félix Houphouët-Boigny pour la recherche de la paix a été institué par l'UNESCO en 1989 pour 
« honorer les personnes vivantes, institutions ou organismes publics ou privés en activité ayant contribué de manière significative à la promotion, à la recherche, à la sauvegarde ou au maintien de la paix, dans le respect de la Charte des Nations unies et de l’Acte constitutif de l’UNESCO. »
Le prix porte le nom de Félix Houphouët-Boigny, le premier président de la république de Côte d'Ivoire. Attribué chaque année, le prix Félix-Houphouët-Boigny pour la recherche de la paix comprend un chèque de 122 000 euros à répartir au besoin entre les récipiendaires, une médaille d’or et un diplôme. Il est décerné par un jury international composé de onze personnalités originaires des cinq continents et présidé par Henry Kissinger, ancien secrétaire d’État américain.

## Lauréats
| Date | Destinataire                                                                               | Destinataire | Pays               | Raisonnement |
| ---- | ------------------------------------------------------------------------------------------ | --- | ------------------ | --- |
| 1991 |                                                                                            | Nelson Mandela, Président du Congrès national africain (ANC)                                                                | Afrique du Sud     | « Pour leur contribution à la paix internationale, pour les encourager à poursuivre leurs efforts et en hommage à ce qu'ils ont fait pour éduquer leur peuple vers la compréhension et le dépassement des préjugés que beaucoup n'auraient pas cru possibles il y a quelques années a cause l' Apartheid» |
| 1991 | Frederik Willem de Klerk, Président de la république d'Afrique du Sud                      | | Afrique du Sud     | « Pour leur contribution à la paix internationale, pour les encourager à poursuivre leurs efforts et en hommage à ce qu'ils ont fait pour éduquer leur peuple vers la compréhension et le dépassement des préjugés que beaucoup n'auraient pas cru possibles il y a quelques années a cause l' Apartheid» |
| 1992 |                                                                                            | Académie de droit international de La Haye                                                                                  | Pays-Bas           | « Nous pensons que le monde se trouve dans une nouvelle phase des relations internationales, bien différente de celle que nous venons de traverser (...) et nous sommes convaincus que le droit international doit jouer un rôle plus important dans le règlement des différends internationaux et dans la solution des problèmes internationaux. » |
| 1993 |                                                                                            | Yitzhak Rabin, premier ministre de l'État d'Israël                                                                          | Israël             | « Nous avons conclu que l'événement le plus dramatique et le plus important de cette année a été, naturellement, l'accord entre les Palestiniens et Israël, et notre Comité a donc décerné le Prix Félix Houphouët-Boigny pour la recherche de la paix 1993 au Premier ministre Yitzhak Rabin et au ministre des Affaires étrangères Shimon Peres, du côté israélien, et au président Yasser Arafat, du côté de l'Organisation de libération de la Palestine. »                                                                                     |
| 1993 |                                                                                            | Shimon Peres, ministre des Affaires étrangères de l'État d'Israël                                                           | Israël             | « Nous avons conclu que l'événement le plus dramatique et le plus important de cette année a été, naturellement, l'accord entre les Palestiniens et Israël, et notre Comité a donc décerné le Prix Félix Houphouët-Boigny pour la recherche de la paix 1993 au Premier ministre Yitzhak Rabin et au ministre des Affaires étrangères Shimon Peres, du côté israélien, et au président Yasser Arafat, du côté de l'Organisation de libération de la Palestine. »                                                                                     |
| 1993 |                                                                                            | Yasser Arafat, président de l’Autorité nationale palestinienne                                                              | Palestine          | « Nous avons conclu que l'événement le plus dramatique et le plus important de cette année a été, naturellement, l'accord entre les Palestiniens et Israël, et notre Comité a donc décerné le Prix Félix Houphouët-Boigny pour la recherche de la paix 1993 au Premier ministre Yitzhak Rabin et au ministre des Affaires étrangères Shimon Peres, du côté israélien, et au président Yasser Arafat, du côté de l'Organisation de libération de la Palestine. »                                                                                     |
| 1994 |                                                                                            | Juan Carlos Ier, Roi d’Espagne                                                                                              | Espagne            | « (...) [Pour le roi d'Espagne], son rôle dans la garantie de la transition vers la démocratie, pour sa contribution continue à la protection des minorités dans la transition vers la démocratie, et pour le rôle international de conciliation joué par l'Espagne. [Pour Carter] sa qualité de président de la fondation Carter et sa contribution à la recherche de la paix dans de nombreuses parties du monde et (...) pour avoir réussi à apporter une telle contribution avant même que le gouvernement de son pays ne le lui ait demandé. » |
| 1994 |                                                                                            | Jimmy Carter, Ancien président des États-Unis                                                                               | États-Unis         | « (...) [Pour le roi d'Espagne], son rôle dans la garantie de la transition vers la démocratie, pour sa contribution continue à la protection des minorités dans la transition vers la démocratie, et pour le rôle international de conciliation joué par l'Espagne. [Pour Carter] sa qualité de président de la fondation Carter et sa contribution à la recherche de la paix dans de nombreuses parties du monde et (...) pour avoir réussi à apporter une telle contribution avant même que le gouvernement de son pays ne le lui ait demandé. » |
| 1995 |                                                                                            | Haut Commissariat des Nations unies pour les réfugiés                                                                       | Suisse             | « Nous avons décidé à l'unanimité de décerner un double prix au Haut-Commissariat des Nations Unies pour les réfugiés pour le travail qu'il accomplit et, en second lieu, à la Haut-Commissaire des Nations Unies pour les réfugiés, Madame Sadako Ogata, pour la qualité distinctive qu'elle a ajoutée à la mission qui lui a été assignée, pour l'excellence de ses efforts et pour la manière dont elle a suscité l'intérêt international pour les réfugiés. »                                                                                   |
| 1995 |                                                                                            | Sadako Ogata | Japon              | « Nous avons décidé à l'unanimité de décerner un double prix au Haut-Commissariat des Nations Unies pour les réfugiés pour le travail qu'il accomplit et, en second lieu, à la Haut-Commissaire des Nations Unies pour les réfugiés, Madame Sadako Ogata, pour la qualité distinctive qu'elle a ajoutée à la mission qui lui a été assignée, pour l'excellence de ses efforts et pour la manière dont elle a suscité l'intérêt international pour les réfugiés. »                                                                                   |
| 1996 |                                                                                            | Álvaro Enrique Arzú Irigoyen, Président de la république du Guatemala                                                       | Guatemala          | « Pour l'accord conclu le 2 septembre 1996 entre le gouvernement philippin et le Front national de libération Moro pour mettre fin au conflit . » |
| 1996 | Rolando Morán (en), Représentant de l’Unité révolutionnaire nationale guatémaltèque (URNG) | | Guatemala          | « Pour l'accord conclu le 2 septembre 1996 entre le gouvernement philippin et le Front national de libération Moro pour mettre fin au conflit . » |
| 1997 |                                                                                            | Fidel V. Ramos, Président de la république des Philippines                                                                  | Philippines        | |
| 1997 | Nur Misuari (en), Président du Front de libération nationale moro (MNLF)                   | | Philippines        | |
| 1998 |                                                                                            | Sheikh Hasina, Premier ministre de la république populaire du Bangladesh                                                    | Bangladesh         | « En décernant le Prix 1998 à Sheikh Hasina, Premier ministre de la République populaire du Bangladesh qui, le 2 décembre 1997, a signé un accord de paix mettant fin à 25 ans de guerre civile, et au sénateur George J. Mitchell dont les travaux ont permis aux principaux acteurs de la crise irlandaise de signer l'accord du Vendredi Saint, le Jury a voulu mettre en lumière les efforts déployés dans la recherche de la paix par le dialogue et la négociation. »                                                                         |
| 1998 |                                                                                            | George J. Mitchell, Sénateur américain, ancien conseiller spécial du président des États-Unis pour les Affaires irlandaises | États-Unis         | « En décernant le Prix 1998 à Sheikh Hasina, Premier ministre de la République populaire du Bangladesh qui, le 2 décembre 1997, a signé un accord de paix mettant fin à 25 ans de guerre civile, et au sénateur George J. Mitchell dont les travaux ont permis aux principaux acteurs de la crise irlandaise de signer l'accord du Vendredi Saint, le Jury a voulu mettre en lumière les efforts déployés dans la recherche de la paix par le dialogue et la négociation. »                                                                         |
| 1999 |                                                                                            | Communauté de Sant'Egidio                                                                                                   | Italie             | « En reconnaissance de leurs efforts pour parvenir à une compréhension œcuménique entre toutes les religions, de leurs efforts de conciliation en Algérie , au Mozambique , en Guinée-Bissau et en Yougoslavie , pour leur contribution à la compréhension humaine et pour l'élimination des sources religieuses, politiques et ethniques de conflit. » |
| 2000 |                                                                                            | Mary Robinson, Haut Commissaire des Nations unies aux droits de l’homme                                                     | Irlande            | « Pour la grande contribution qu'elle a apportée à la défense et à la promotion des droits de l'homme. » |
| 2001 | Prix non attribué                                                                          | Prix non attribué | Prix non attribué  | Prix non attribué |
| 2002 |                                                                                            | Kay Rala Xanana Gusmão, président de la république démocratique du Timor oriental                                           | Timor oriental     | « Pour sa contribution à la lutte pour la dignité humaine et pour sa conduite qui a élevé l'esprit humain non seulement dans sa région, mais dans le monde entier. » |
| 2003 |                                                                                            | Cardinal Roger Etchegaray, Président émérite du Conseil pontifical Justice et Paix                                          | France             | « En reconnaissance de leur action en faveur du dialogue interreligieux, de la tolérance et de la paix. » |
| 2003 |                                                                                            | Mufti Mustafa Cerić, Grand mufti de la Bosnie                                                                               | Bosnie-Herzégovine | « En reconnaissance de leur action en faveur du dialogue interreligieux, de la tolérance et de la paix. » |
| 2004 | Prix non attribué                                                                          | Prix non attribué | Prix non attribué  | Prix non attribué |
| 2005 |                                                                                            | Abdoulaye Wade, Président de la république du Sénégal                                                                       | Sénégal            | « Pour sa contribution à la démocratie au Sénégal et pour son rôle dans la médiation des conflits politiques dans la région. » |
| 2006 | Prix non attribué                                                                          | Prix non attribué | Prix non attribué  | Prix non attribué |
| 2007 |                                                                                            | Martti Ahtisaari, Ancien président de Finlande, diplomate et médiateur des Nations unies                                    | Finlande           | « Pour avoir dirigé le processus qui a abouti à l'indépendance de la Namibie et pour [sa] très grande contribution à la résolution du conflit fratricide entre le gouvernement indonésien et le mouvement pour l'Aceh libre . » |
| 2008 |                                                                                            | Luiz Inácio Lula da Silva, Président de la république fédérative du Brésil                                                  | Brésil             | « Pour ses actions en faveur de la paix, du dialogue, de la démocratie, de la justice sociale et de l'égalité des droits, ainsi que pour sa précieuse contribution à l'éradication de la pauvreté et à la protection des droits des minorités. » |
| 2009 | Prix non attribué                                                                          | Prix non attribué | Prix non attribué  | Prix non attribué |
| 2010 | Prix non attribué                                                                          | Prix non attribué | Prix non attribué  | Prix non attribué |
| 2011 |                                                                                            | L'association des Grands-mères de la place de Mai                                                                           | Argentine          | |
| 2012 |                                                                                            | |                    | |
| 2013 |                                                                                            | François Hollande, Président de la République française,                                                                    | France             | |
| 2014 | Prix non attribué                                                                          | Prix non attribué | Prix non attribué  | Prix non attribué |
| 2015 | Prix non attribué                                                                          | Prix non attribué | Prix non attribué  | Prix non attribué |
| 2016 | Prix non attribué                                                                          | Prix non attribué | Prix non attribué  | Prix non attribué |
| 2017 |                                                                                            | Giusi Nicolini, Maire de la ville de Lampedusa                                                                              | Italie             | « Pour sauver la vie des réfugiés et des immigrants. » |
| 2017 | SOS Méditerranée, Association européenne de sauvetage en mer                               | | Italie             | « Pour sauver la vie des réfugiés et des immigrants. » |
| 2018 | Prix non attribué                                                                          | Prix non attribué | Prix non attribué  | Prix non attribué |
| 2019 |                                                                                            | Abiy Ahmed, président de l'Éthiopie                                                                                         | Éthiopie           | « Pour ses efforts de rétablissement de la paix dans son pays et dans la région de la Corne de l’Afrique. », |
| 2020 | Prix non attribué                                                                          | Prix non attribué | Prix non attribué  | Prix non attribué |
| 2021 | Prix non attribué                                                                          | Prix non attribué | Prix non attribué  | Prix non attribué |
| 2022 |                                                                                            | Angela Merkel, Ancienne chancelière fédérale d' Allemagne,                                                                  | Allemagne          | « Pour ses efforts en faveur de l’accueil des réfugiés lors de la crise migratoire européenne de 2015. », |
| 2023 | Prix non attribué                                                                          | Prix non attribué | Prix non attribué  | Prix non attribué |
| 2024 |                                                                                            | António Costa | Portugal           | In recognition of his commitment to multilateralism, dialogue, and sustainable development,. |